# As I Sat Sadly By Her Side
„As I Sat Sadly By Her Side” – utwór promujący wydany po długim oczekiwaniu, kolejny 11, studyjny albumu grupy Nick Cave and the Bad Seeds zatytułowany No More Shall We Part. Singel został wydany w wersji CD oraz jako 10” krążek winylowy z takim samym repertuarem.

## Spis utworów
1. As I Sat Sadly By Her Side
2. Little Janey's Gone
3. Good Good Day

Producenci:  Nick Cave and the Bad Seeds i Tony Cohen